# Бутиха (остановочный пункт)
Бу́тиха — остановочный пункт Восточно-Сибирской железной дороги на южной линии Улан-Удэ — Наушки. 
Бывшая станция. Расположен в Джидинском районе Бурятии в 11 км северо-восточнее станции Джида, в 3 км к северо-западу от улуса Дэбэн (через Селенгу).

## История
Станция Бутиха введена в эксплуатацию в 1940 году. Ныне разобрана. Действует как остановочный пункт.
Пригородное движение поездов по маршруту Загустай — Наушки (реформированный Улан-Удэ — Наушки) по южной ветке ВСЖД отменено в 2014 году.

## Дальнее следование по остановочному пункту
| № поезда | Маршрут движения | № поезда | Маршрут движения |
| -------- | ---------------- | -------- | ---------------- |
| 361      | Наушки — Иркутск | 362      | Иркутск — Наушки |